# Orchesia luteipalpis
Orchesia luteipalpis là một loài bọ cánh cứng trong họ Melandryidae. Loài này được Mulsant & Guillebeau miêu tả khoa học năm 1857.